# 第46回ニューヨーク映画批評家協会賞
『第46回ニューヨーク映画批評家協会賞』は、1980年の優秀な映画に贈られた賞である。1980年12月30日に発表され、1981年1月25日に贈られた。

## 受賞
- 作品賞：
  - 普通の人々

- 主演男優賞：
  - ロバート・デ・ニーロ - レイジング・ブル

- 主演女優賞：
  - シシー・スペイセク - 歌え!ロレッタ愛のために

- 助演男優賞
  - ジョー・ペシ - レイジング・ブル

- 助演女優賞
  - メアリー・スティーンバージェン - メルビンとハワード

- 監督賞：
  - ジョナサン・デミ - メルビンとハワード

- 脚本賞：
  - ボー・ゴールドマン - メルビンとハワード

- 撮影賞
  - ジェフリー・アンスワース、ギスラン・クロケ - テス

- 外国語映画賞：
  - アメリカの伯父さん

- ドキュメンタリー賞
  - Best Boy